# Guzajeva pot
Pohodniška Guzajeva pot  se imenuje po Francu Guzeju oz. po razbojniku Guzaju. Poteka po Občini Šentjur in Občini Dobje in je skupaj dolga 36 km. Združuje tri različne poti, na Prevorju, v Dobju in na Planini pri Sevnici. Označena pešpot na Prevorju poteka mimo 15 točk, ki prikazujejo kulturno in naravno dediščino tega kraja. Dolga je 13 km in vodi mimo Guzajevega groba, Vegla (kleti, kjer je bil Guzaj ustreljen), kužnega znamenja, observatorija idr. Pešpot v Dobju pri Planini je dolga 9 km in povezuje 9 točk, ki predstavljajo glavno turistično ponudbo kraja. Označena pot na Planini pri Sevnici je najdaljša, obsega 14 km. Poteka ob vznožju Bohorja in zajema 12 točk.

## Potek Guzajeve poti na Prevorju
Že sta dvignila orožnika puški, strela sta blisnila ter počila ... Eden je zadel dolgo – dolgo iskano žrtev v prša, drugi v trebuh ... Smrtno zadeti Guzaj je omahnil in se zakotalil po tleh. Nekaj časa je še brcal z nogami, krčil prste na rokah, začelo mu je rohljati iz prs in izdahnil je ...
1. Observatorij
2. Guzajev grob
3. Cerkev sv. Ane
4. Spomenik NOB
5. Gostišče Rezec
6. Lapršekov mlin
7. Žlofov mlin — Pri Žlofovem mlinu je živela Guzajeva izvoljenka Barbara.
8. Drobnetov mlin
9. Puhorje (razgledišče, 618 m)
10. Vegel (klet, kjer je bil Guzaj ustreljen)
11. Kužno znamenje
12. Spomenik graditelju ceste
13. Gostišče Obrez
14. Čebelarstvo Majcen
15. Kovačija Obrez

Pot je dolga 13 km.

## Potek Guzajeve poti  v Dobju
1. Pušnikova bodika
2. Kozjanska domačija
3. Romihova hruška
4. Gostilna Salobir
5. Cerkev sv. Marije
6. Turška lipa
7. Handil (razgledna točka in gostinska ponudba)
8. Tržanova kovačnica
9. Gostilna Škoberne

Pot je dolga 9 km.

## Potek Guzajeve poti na Planini pri Sevnici
1. Planinski grad s kaščo
2. Cerkev sv. Marjete
3. Etnološka zbirka Šmid (muzej NOB)
4. Etnološka zbirka Šmid (muzej NOB)
5. Gostišče Montparis
6. Svetokriško brezno
7. Cerkev sv. Miklavža
8. Glija jama — V Gliji jami izvira reka Bistrica.
9. Kužno znamenje na Marofu
10. Gauge (obešanje obsojencev)
11. Cerkev sv. Vida — V cerkvi sv. Vida v Šentvidu naj bi se poročila Veronika Deseniška in  Friderik II. Celjski.
12. Ekološka kmetija Kovač

Pot je dolga 14 km.